# Línea 5 (Tranvía de Amberes)
La línea 5 del Tranvía de Amberes es una línea que une Wijnegem con Linkeroever, ambos en la provincia de Amberes, Bélgica.
En la sección del premetro, discurre entre las estaciones de Schijnpoort y Van Eeden.

## Historia
Esta línea fue inaugurada el 12 de noviembre de 1903 entre Groenplaats y Wlrijk.
En 1923, se fusionó con la línea 23, yendo desde Wlrijk hasta Stadium. En la Segunda Guerra Mundial, se recortó hasta Groenplaats.
La línea se desmanteló en 1963.
En el año 2006, para reducir los atascos, se acortó la línea 12. La línea 24 retomó los tramos recortados, junto con la línea 5, desaturando la línea 3 igualmente.
Desde abril de 2012, se extendió la línea hasta Wijnegem.
la línea desde el centro se dirige hacia el norte y no hacia el oeste, como hacía antes.

## Estaciones
|  |   |  | Estación                 | Municipio | Correspondencia |  |
|  | - |  | ------------------------ | --------- | --------------- |  |
|  | • |  | Fortveld                 | Wijnegem  |                 |  |
|  | • |  | Schijnbeemden            | Wijnegem  |                 |  |
|  | • |  | Wijnegem Shopping Center | Wijnegem  |                 |  |
|  | • |  | Ertbrugge                | Amberes   |                 |  |
|  | • |  | Havik                    | Amberes   |                 |  |
|  | • |  | Ruggeveld                | Amberes   |                 |  |
|  | • |  | Frans Van Dijck          | Amberes   |                 |  |
|  | • |  | Van Overmeire            | Amberes   |                 |  |
|  | • |  | Ruggeveldlaan            | Amberes   |                 |  |
|  | • |  | Hermans                  | Amberes   |                 |  |
|  | • |  | Antwerp Stadion          | Amberes   |                 |  |
|  | • |  | Clara Snellings          | Amberes   |                 |  |
|  | • |  | Craeybeckx               | Amberes   |                 |  |
|  | • |  | Confortalei              | Amberes   |                 |  |
|  | • |  | Lakborslei               | Amberes   |                 |  |
|  | • |  | Ten Eekhove              | Amberes   |                 |  |
|  | • |  | Sportpaleis              | Amberes   |                 |  |
|  | ■ |  | Schijnpoort              | Amberes   |                 |  |
|  | ■ |  | Handel                   | Amberes   |                 |  |
|  | ■ |  | Elisabeth                | Amberes   |                 |  |
|  | ■ |  | Astrid                   | Amberes   |                 |  |
|  | ■ |  | Opera                    | Amberes   |                 |  |
|  | ■ |  | Meir                     | Amberes   |                 |  |
|  | ■ |  | Groenplaats              | Amberes   |                 |  |
|  | ■ |  | Van Eeden                | Amberes   |                 |  |
|  | • |  | Halewijn                 | Amberes   |                 |  |
|  | • |  | August Van Cauwelaert    | Amberes   |                 |  |
|  | • |  | Sporthal                 | Amberes   |                 |  |
|  | • |  | P+R Linkeroever          | Amberes   |                 |  |

## Futuro
El plan para la movilidad de Amberes prevé la extensión desde Wijnegem hasta Schilde. Según este, la línea iría por el puente sobre el Canal Alberto, aunque el puente no será adecuado para los tranvías, por lo que esta no se realizará.